# Trelleborg (Slagelse)
Pour les articles homonymes, voir Trelleborg (homonymie).
Trelleborg est l'une des six forteresses circulaires vikings découvertes avant 2007. Située sur une péninsule formée par deux rivières non loin de Slagelse, sur l'île danoise de Seeland, elle a été transformée en musée archéologique en plein air.
La fortification principale est un rempart parfaitement circulaire de 5 m de haut pour une largeur de 17,5 m à la base 
et un diamètre de 137 m, entouré d'un large fossé. Ce cercle est divisé en quatre sections égales par deux chemins à angle droit, qui aboutissent à quatre portes opposées. Chaque section est occupée par 4 maisons longues de 29,4 m disposées en carré. Un rempart supplémentaire barrait l'accès à la péninsule et protégeait une quinzaine d'autres maisons longues.
Plus de 1 300 guerriers, certains avec femme et enfants, étaient casernés dans ce village en prévision de leurs invasions d'outre-mer.

## Comparaison avec les autres châteaux circulaires

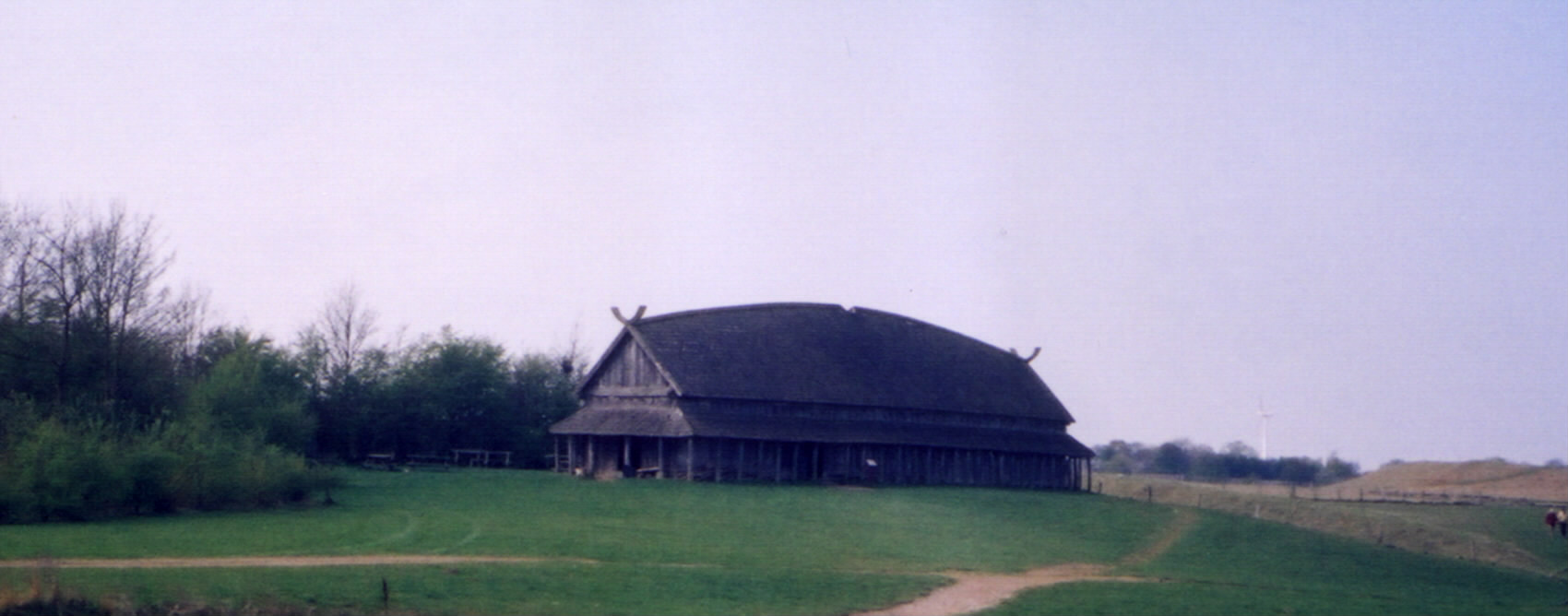
reconstitution d'une maison longue à proximité de Trelleborg.

| Site                  | diamètre intérieur | largeur rempart | Nb de maisons longues | longueur maison |
| --------------------- | ------------------ | --------------- | --------------------- | --------------- |
| Aggersborg            | 240 m              | 11 m            | 48                    | 32,0 m          |
| Borgeby               | 150 m              | 15 m            |                       |                 |
| Trelleborg (Slagelse) | 137 m              | 17,5 m          | 31 (16 + 15)          | 29,4 m          |
| Trelleborg (Skåne)    | 125 m              |                 |                       |                 |
| Fyrkat                | 120 m              | 13 m            | 16                    | 28,5 m          |
| Nonnebakken           | 120 m              |                 |                       |                 |